# Чернітка колумбійська
Чернітка колумбійська (Myioborus flavivertex) — вид горобцеподібних птахів родини піснярових (Parulidae).. Ендемік Колумбії.

## Опис
Довжина птаха становить 13 см. Довжина крила самця становить 5,6 см, довжина крила самиці 5,2-5,3 см. Голова і шия чорні, на тімені жовта пляма, над дзьобом коричнювато-жовта смуга. Спина і боки оливково-зелені, крила темно-оливково-зелені, край крила сірий. Нижня частина тіла світло-жовта. Нижні покривні пера хвоста білі. Хвіст чорний. Дзьоб і лапи чорні.

## Поширення і екологія
Колумбійські чернітки є ендеміками гірського масиву Сьєрра-Невада-де-Санта-Марта на півночі Колумбії. Вони живуть в тропічних дощових і хмарних лісах. на узліссях і в чагарникових заростях на висоті від 1500 до 3000 м над рівнем моря. Більша частина популяція мешкає на висоті понад 2000 м над рівнем моря; на висоті від 1500 до 2000 м над рівнем моря колумбійська чернітка мешкає поряд з чорногорлою черніткою.